# جرج ویپل
جرج ویپل(به انگلیسی: George Hoyt Whipple) ‏زیست‌شناس آمریکای برنده جایزه نوبل فیزیولوژی و پزشکی در سال ۱۹۳۴ به خاطر کشف اثر کبد در کم‌خونی بود.